# Friedemann Maurer
Friedemann Maurer (* 3. Juni 1940 in Hausen ob Verena; † 23. Juli 2024 ebenda) war ein deutscher Pädagoge und Hochschullehrer. Er initiierte die Kunststiftung Hohenkarpfen und war 39 Jahre ihr Vorsitzender.

## Leben
Maurer studierte nach dem Abitur am Gymnasium Tuttlingen Pädagogik, Philosophie und Geschichte am Pädagogischen Institut Weingarten und der Universität Tübingen. 1967 wurde er zum Dr. phil. promoviert.
1967/68 war er wissenschaftlicher Assistent an der Universität Tübingen, von 1968 bis 1979 Professor für Schulpädagogik an der Pädagogischen Hochschule Reutlingen. 1972 war er Gastprofessor an der Pädagogischen Hochschule Berlin und 1989 an der University of Pittsburgh. Die Rufe an die PH Berlin (1973) und Universität Paderborn (1979) lehnte er ab. Von 1979 bis 1983 war er Professor an der Technischen Universität Braunschweig und von 1983 bis 1987 an der Universität Tübingen. Ab 1987 bis zu seiner Emeritierung war er Inhaber des Lehrstuhls für Pädagogik mit Schwerpunkt Grundschuldidaktik an der Universität Augsburg. Schwerpunkte seiner wissenschaftlichen Aktivitäten waren die Unterrichtsforschung und die Lerntheorie.
Er war u. a. Mitglied der Kommission „Lehrerbildung 2000“ des Landes Baden-Württemberg. Maurer war Leiter der Gutachtergruppe des Studienganges Kulturmanagement an der Pädagogischen Hochschule Ludwigsburg.
1984 wurde auf seine Initiative hin die Kunststiftung Hohenkarpfen gegründet, deren Vorsitzender er bis 2023 war. Intensiv widmete er sich der Erforschung, Bewahrung und dokumentarischen Aufbereitung der Kunst- und Kulturgeschichte im südwestdeutschen Raum. Er setzte sich dafür ein, die Werke namhafter Künstler der Region zu sammeln und der Öffentlichkeit zugänglich zu machen. Unter seiner Leitung erwarb die Kunststiftung daher einen über die Region Schwarzwald-Baar-Heuberg hinausreichenden Ruf als wissenschaftlich geführtes, anspruchsvolles Ausstellungsinstitut. Er wurde nach seinem Rückzug als Vorstand zum Ehrenvorsitzenden der Kunststiftung Hohenkarpfen ernannt.
Er war verheiratet und Vater von zwei Kindern.

## Auszeichnungen
- 2001: Bundesverdienstkreuz am Bande[5]
- 2005: Verdienstmedaille des Landes Baden-Württemberg[4]

## Schriften (Auswahl)
- Abraham a Sancta Claras Huy und Pfuy der Welt. Eine Studie zur Geschichte des moralpädagogischen Bilderbuches im Barock (= Anthropologie und Erziehung. Band 23). Quelle und Meyer, Heidelberg 1968.
- (Hrsg.): Lebensgeschichte und Identität. Beiträge zu einer biographischen Anthropologie. Fischer, Frankfurt am Main 1981, ISBN 3-596-26626-2.
- Lebenssinn und Lernen. Zur Anthropologie der Kindheit und des Jugendalters. Vaas, Langenau-Ulm 1990, 2. Aufl. 1992, ISBN 3-7815-0707-6.
- Vom Geist der Gründer. Die Unternehmer Johannes und Johannes Marquardt. Neske, Pfullingen 1991, ISBN 3-7885-0340-8.
- (Hrsg.): Vom Ethos des freien Unternehmers. Reden und Beiträge zum 75. Geburtstag von Ewald Marquardt. Marquardt, Rietheim-Weilheim 2006.
- (Hrsg. mit Rainer-Olaf Schultze, Theo Stammen): Kulturhermeneutik und kritische Rationalität. Festschrift für Hans-Otto Mühleisen zum 65. Geburtstag. Kunstverlag Fink, Lindenberg im Allgäu 2006, ISBN 978-3-89870-367-3.
- (Hrsg.): Emil Kiess, Weg und Werk. Die Jahre 1948–1959. Beuroner Kunstverlag, Beuron 2007, ISBN 978-3-87071-167-2.
- mit Hugo Siefert, Joachim Sturm, Hermann Sumser: Hüfingen 1083–2008. Beschreibung einer Stadt im 925. Jubiläumsjahr (= Kulturhistorische Reihe der Stadt Hüfingen. Band 9). Stadt Hüfingen, Hüftingen 2009, ISBN 3-9809522-2-3.
- mit Arnold Stadler: Über den Tag hinaus. Besinnung und Orientierung. Für Ewald Marquardt. Gessler, Friedrichshafen 2011, ISBN 978-3-86136-169-5.
- Treibende Kräfte. Vom Leben und Arbeiten auf dem Hohen Wald. Streifzüge durch die regionale Kultur- und Wirtschaftsgeschichte. Thorbecke, Ostfildern 2013, ISBN 978-3-7995-0513-0.